# سعید الهویی
سعید الهویی (زادهٔ ۲۴ آبان ۱۳۶۱، تهران) مربی فوتبال و بازیکن پیشین فوتبال اهل ایران است. وی هم‌اکنون دستیار امیر قلعه‌نویی در تیم ملی فوتبال ایران می‌باشد.
الهویی طی سال‌های گذشته دستیار امیر قلعه‌نویی در تیم‌های سپاهان و گل‌گهر بود. در تاریخ ۲۷ اسفند ۱۴۰۱ باشگاه گل‌گهر به‌طور رسمی اعلام کرد که الهویی تا پایان فصل ۰۲–۱۴۰۱ سرمربی این تیم است.

## دوران بازی
سعید الهویی فوتبال خود را از تیم جوانان استقلال نوین در سال ۱۳۷۸ شروع کرد و سپس به تیم جوانان سایپا در سال ۷۹ پیوست. یکسال حضور در تیم امید سایپا و سپس در سال ۸۱ به تیم امید برق تهران پیوست. در سال ۸۱ و به دلیل مصدومیت از ناحیه زانو، فوتبال حرفه ای وی پایان یافت. پست بازی وی، هافبک میانی بوده است.

## دوران مربیگری[نیازمند منبع]
سعید الهویی مربیگری را در سال ۱۳۸۸ به عنوان مربی تیم مقاومت تهران در لیگ دسته دوم ایران آغاز کرد. پس از ۳ فصل حضور در این تیم، در نیم فصل دوم ۹۱–۱۳۹۰ به تیم البدر بندر کنگ در لیگ دسته دوم پیوست و با این تیم به لیگ آزادگان صعود کرد. در سال ۹۱ به عنوان مربی و آنالیزور تاکتیکی به تیم المپیک ایران پیوست و به عنوان دستیار هومن افاضلی ونلو وینگادا در مسابقات قهرمانی زیر ۲۲ سال آسیا و بازی‌های آسیایی اینچئون کره با این تیم همکاری کرد. همزمان در این مدت به عنوان مدیر گروه مطالعات فنی و عضو کمیته فنی باشگاه سایپا با این باشگاه همکاری داشت.
در نیم فصل دوم ۹۳–۹۲ به عنوان مربی به تیم شهرداری اردبیل در لیگ آزادگان پیوست و تا نیم فصل ۹۴–۹۳ با این تیم همکاری داشت.
در نیم فصل دوم ۹۴–۹۳ به عنوان مربی و دستیار امیر قلعه نویی به تیم تراکتور تبریز پیوست و تا فصل ۹۶–۹۵ در مسابقات لیگ برتر و لیگ قهرمانان آسیا با این تیم همکاری کرد که کسب رتبه سوم لیگ و رسیدن به فینال لیگ جام حذفی از نتایج این تیم بود.
در فصل ۹۷–۹۶ به عنوان دستیار امیر قلعه نویی در باشگاه ذوب‌آهن اصفهان در لیگ برتر و لیگ قهرمانان آسیا کار کرد که نتایج این تیم نایب قهرمانی لیگ برتر و صعود به جمع ۱۶ تیم پایانی لیگ قهرمانان آسیا بود.
در فصل ۹۸–۹۷ به تیم سپاهان پیوست و با این تیم مجدداً نایب قهرمان لیگ برتر ایران شد.
در فصل ۹۹–۹۸ قرارداد خود را با تیم سپاهان تمدید کرد و مجدداً به عنوان دستیار امیر قلعه نویی با این تیم همکاری می‌کند.
در فصل ۱۳۹۹–۱۴۰۰ به عنوان دستیار اول امیر قلعه نویی به باشگاه گل‌گهر سیرجان پیوست. او در فصل ۱۴۰۰–۱۴۰۱ نیز دستیار وی بود که در هفته ۲۱ با جدایی قلعه‌نویی، جانشین او انتخاب شد.